# Powiat kałuski
Powiat kałuski – powiat województwa stanisławowskiego II Rzeczypospolitej. Jego siedzibą było miasto Kałusz. 1 sierpnia 1934 r. dokonano nowego podziału powiatu na gminy wiejskie.
Powiat kałuski miał charakterystyczny kształt o zwartym głównym ciele na północy i bardzo długim, wąskim południowym "ogonie", który stanowiła gmina Jasień. Kształt ten wynikał z zupełnego braku równoleżnikowych dróg w rejonie górskim, przez co miejscowości położone przy drodze w dolinie Łomnicy miały tylko dogodne połączenie fizyczne z Kałuszem.

## Gminy wiejskie w 1934 r.
- gmina Jasień
- gmina Łdziany
- gmina Nowica
- gmina Podmichale
- gmina Hołyń
- gmina Wierzchnia
- gmina Tomaszowce
- gmina Wojniłów

## Miasta
- Kałusz

## Miejscowości
Decyzją wojewody stanisławowskiego zostały zmienione nazwy miejscowości z niemieckich na polskie od 18 lutego 1939:
- Tespowo (wcześniej Ugartsthal)
- Mazurów (wcześniej Landestreu)

## Starostowie
- Stanisław Grodyński (1937)[4]